# Chiesa di Santa Clara
La chiesa di Santa Clara è una chiesa sconsacrata di Pavia; era inserita in un monastero francescano femminile e diventerà sede del centro policulturale del comune di Pavia.

## Storia
Le prime notizie del monastero risalgono al 1244, l’ente, che era affidato alle monache cistercensi, era noto come “Santa Maria de Ortis”, perché l’area in cui sorgeva, vicina alle mura, era ricca di orti. La comunità era proprietaria di vasti beni nella parrocchia di San Primo e a Marcignago e ottenne privilegi da Gian Galeazzo nel 1387. Nel 1474 nel monastero si insediarono le monache francescane osservati e il cenobio, pur mantenendo l’originaria dedicazione alla Madonna delle Grazie, cominciò a essere chiamato Santa Clara. Nel 1782 l’ente venne soppresso dal governo delle Lombardia austriaca e divenne sede del collegio Calchi, da poco trasferito da Milano a Pavia, i lavori di adattamento del complesso alle esigenze del collegio furono affidati a Leopoldo Pollack. Nel 1792 il collegio venne nuovamente portato a Milano e l’ex monastero divenne una caserma, destinazione d’uso che mantenne fino al 1935, quando il complesso fu acquistato dal comune di Pavia.

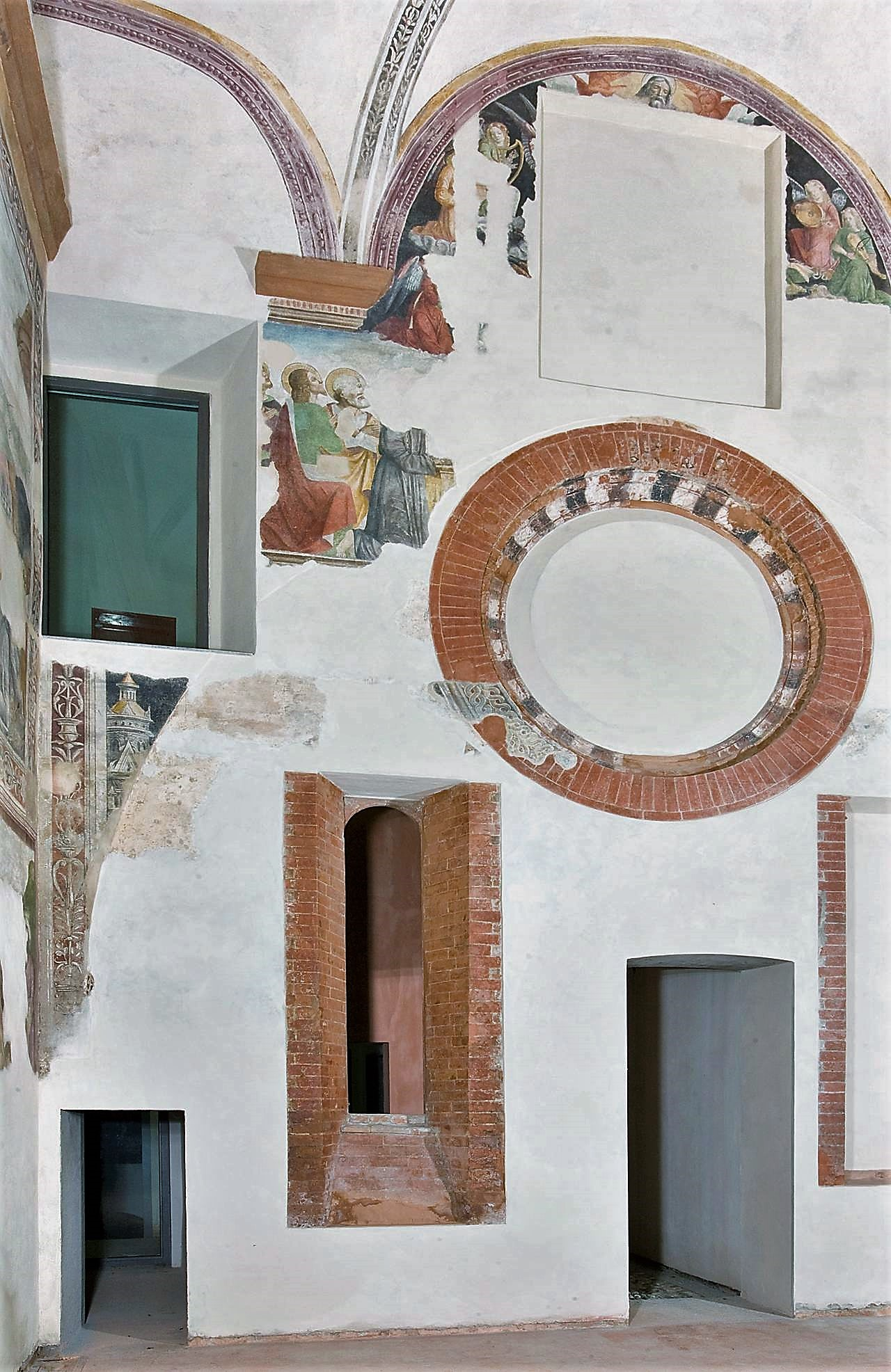
Alcuni degli affreschi degli interni

## Descrizione
La chiesa fu ultimata nel 1476, come riportato nell’iscrizione posta sulla lunetta d’ingresso (ora conservata presso i Musei Civici di Pavia), si presenta ad aula unica, raccordata alla precedente chiesa delle cistercensi, trasformata in cappella per le monache di clausura e dove si conservano numerosi affreschi quattrocenteschi, alcuni opera di Lorenzo Fasolo. Nel 1886 le autorità militari ingrandirono la porta della ex chiesa e, ai suoi lati, aprirono due finestre. A nord della chiesa si trova un grande chiostro, realizzato tra il 1476 e il 1493, che misura 30 x 40 m.